# 大卫·普雷马克
大卫·普雷马克（1925年10月26日—）是一位美国逻辑实证主义心理学家，毕业于明尼苏达大学，宾夕法尼亚大学教授，曾在耶基斯国家灵长类研究中心研究灵长类，知名于在对捲尾猴亞科的研究中发现了普雷马克原則。